# 世界IPv6日
世界IPv6日（英語：World IPv6 Day）是在2011年6月8日由互联网协会组织和赞助的，一次公开测试IPv6的活动。在2011年的活动大获成功之后，互联网协会将2012年6月6日定为了世界IPv6启动日，在这一天，全球IPv6网络已正式启动。

## 介绍

世界IPv6日的logo

在2011年1月12日，Facebook、Google、雅虎、Akamai和Limelight Networks五家公司一同宣布了世界IPv6日的日期：活动开始于2011年6月8日00:00（UTC），终止于当日23:59。活动的主要内容和目的是对IPv6的AAAA记录模式进行测试，评估之前模拟测试中出现的“连通性破坏”（IPv6 brokenness）在实际应用中对网络的影响，以及让所有有关的组织——包括网络供应商、硬件生产商、操作系统零售商和网络公司等——准备好相关的的服务，从而能够在IP地址用尽之日成功由IPv4过渡至IPv6。

### 参与者
世界IPv6日的活动有超过400名参与者，这其中包括了康卡斯特、Google、雅虎、Facebook、YouTube、微软、Vonage、美国在线、T-Online,  思科、Juniper Networks、中兴、华为、美国商务部、Mastercard、英国广播公司和墨西哥电信。许多大公司（不管是否有参与活动）同一天都在他们的网站开放了IPv6，如百度和腾讯。

### 结果
IPv6的流量比例在当日由0.024%上升至了0.041%。Google的网站流量因为Android设备的大量访问而出现了最显著的增长。
各个公司测试结果不一，但普遍来说都比较成功地按照了计划进行。例如，思科和Google并未发现太大的问题；Facebook认为结果是“鼓舞人心的”，并决定活动结束保持测试网站的开启；华为则是中国唯一通过所有测试的设备厂商。不过最终各大厂商一同得出的结论是在IPv6长期广泛使用之前还必须加强建设有关服务。因此，他们决定将继续详细分析测试日的数据，并一直保持IPv4和IPv6共同运行。

## IPv6正式启用

世界IPv6启动日的logo

随着世界IPv6日的成功，互联网协会决定将2012年6月6日定为世界IPv6启动日，在这一日，所有参与该活动的组织正式永久启用了IPv6。参与此次活动的除了有IPv6日的参加者之外，还包括了维基媒体（包括维基百科在内的全部子项目已全面启用IPv6）等许多其他组织；中国大陆也根据中国下一代互联网示范工程的计划开通了IPv6。世界上最大的网络交换中心阿姆斯特丹互联网交换中心的IPv6流量在当天由2Gbps增加了50%至3Gbps。根据思科系统公司的统计，在IPv6启动日过后至少有约30%的IPv4万维网网页已经支持了IPv6。

## 官方网站链接
- 互联网协会 - 世界IPv6日（英文）
- 互联网协会 - 世界IPv6启动日（英文）
- CNNIC - 世界IPv6启动日